# 伊夫里略斯
伊夫里略斯，是西班牙卡斯蒂利亚-莱昂布尔戈斯省的一个市镇。总面积6平方公里，总人口97人（2001年），人口密度16人/平方公里。